# Søren Baastrup
Søren Baastrup Nielsen (født 1975) er en dansk journalist og forfatter.
Baastrup er uddannet journalist fra Danmarks Journalisthøjskole. Han har blandt andet arbejdet som chefredaktør på FHM samt i Benjamin Media. De senere år har han primært arbejdet freelance og i den periode skrevet en række bøger om personer fra miljøer på kanten af det "normale" samfund.